# Лемболово (посёлок при станции)
Ле́мболово — посёлок при станции Лемболово в Куйвозовском сельском поселении Всеволожского района Ленинградской области.

## История
По данным 1966, 1973 и 1990 годов посёлок при станции Лемболово находился в составе Куйвозовского сельсовета.
В 1997 году в посёлок при станции проживали 67 человек, в 2002 году — 644 человека (русских — 87 %), в 2007 году — 118.

## География
Расположен в северной части района к западу от железнодорожной платформы Лемболово и к востоку от автодороги А121 (Санкт-Петербург — Сортавала — автомобильная дорога Р-21 «Кола») «Сортавала».
Расстояние до административного центра поселения 12 км.
Посёлок находится на северном берегу Лемболовского озера.

## Демография
| 2007 | 2010 | 2017 |
| ---- | ---- | ---- |
| 118  | ↗595 | →595 |

### Национальный состав
Согласно данным Всероссийской переписи населения 2021 года в посёлке проживали 463 человека, из них:
 русские — 350, азербайджанцы — 21, аварцы — 19, лезгины — 9, татары — 8, кабардинцы — 5, узбеки — 5, лакцы — 4, осетины — 4, черкесы — 4, белорусы — 3, мордва — 3, армяне — 2, башкиры — 2, даргинцы — 2, казахи — 2, марийцы — 2, рутульцы — 2, табасараны — 2, таджики — 2, удмурты — 2, украинцы — 2, буряты — 1, карачаевцы — 1, корецы — 1, кумыки — 1, латыши — 1, молдаване — 1, туркмены — 1, цыгане — 1 человек.

## Инфраструктура
В посёлке один многоквартирный жилой дом, одноэтажный, 1958 года постройки, без удобств.

## Достопримечательности
- Памятник-стела Героям Советского Союза Семёну Михеевичу Алёшину, Николаю Александровичу Боброву и Владимиру Андреевичу Гончаруку близ железнодорожной платформы Лемболово

## Улицы
Приречная.